# XO-2 (ordinateur)
 (juillet 2014).
Pour les articles homonymes, voir XO-2.
Le XO-2 (ou XOXO) était un ordinateur de type netbook qui devait sortir en 2010, pour succéder au XO-1. Son concepteur, l'association One Laptop per Child, ayant jugé qu'il était trop cher, a préféré le remplacer par les XO-1.5 et XO-1.75 et se concentrer sur le futur XO-3 prévu pour 2012.

## Technologie
Caractéristiques annoncées :
- Deux écrans tactiles multitouch
- Pas de clavier (clavier virtuel)
- Consommation de 1W